# ليندي بووث
ليندي بووث (بالإنجليزية: Lindy Booth) وهي ممثلة كندية وحاليا تقيم في لوس أنجلوس في الولايات المتحدة ولدت في 2 أبريل 1979 في مدينة أوكفيل، أونتاريو في كندا ومثلت في أفلام ديزني و في مسلسلات و أفلام عديدة.

## وصلات خارجية
- ليندي بووث على موقع IMDb (الإنجليزية)
- ليندي بووث على موقع ميتاكريتيك (الإنجليزية)
- ليندي بووث على موقع روتن توميتوز (الإنجليزية)
- ليندي بووث على موقع قاعدة بيانات الأفلام العربية
- ليندي بووث على موقع ألو سيني (الفرنسية)
- ليندي بووث على موقع أول موفي (الإنجليزية)
- ليندي بووث على موقع قاعدة بيانات الأفلام السويدية (السويدية)
- ليندي بووث على موقع إن إن دي بي (الإنجليزية)
- ليندي بووث على موقع قاعدة بيانات الفيلم (الإنجليزية)
- ليندي بووث على موقع ليتربوكسد (الإنجليزية)

- ليندي بووث على قاعدة بيانات الأفلام على الإنترنت